# Psicanalisi delle acque. Purificazione, morte e rinascita
Psicanalisi delle acque. Purificazione, morte e rinascita è un'opera del filosofo ed epistemologo francese Gaston Bachelard pubblicata nel 1942.

## Psicanalisi delle acque

### Acque chiare, acque primaverili, acque correnti. Narcisismo oggettivo. Le acque amorosose
Secondo quanto afferma Bachelard nella Psicanalisi delle Acque, le immagini che scaturiscono dall'osservazione dell'acqua sono prive di solidità e scatenano emozioni lievi a causa della loro natura sfuggente. Tuttavia alcune di esse hanno un'incisività maggiore perché attivano reverie materiali e profonde che sfiorano il nostro essere più intimo.
Nel primo capitolo vengono analizzate tre diverse reverie: l'acqua come specchio in cui la natura può contemplare la sua bellezza; l'acqua chiara e primaverile che ha come caratteristica fondamentale la freschezza, sinonimo di rinnovamento e spensieratezza; infine, l'acqua che evoca l'immagine sensuale della nudità femminile.

### Acque profonde, acque dormienti, acque morte, “L'acqua pesante” nella rêverie di Edgar Allan Poe
Edgar Allan Poe appare come il poeta dotato dell'unità di immaginazione. L'immaginazione si esprime in mille forme ma nasconde una sostanza che determina l'unità di questa complessa capacità ed è l'acqua, una sostanza madre. Poe l'immagine della madre morente è l'immagine che ne domina la poetica ed è principio della sua macabra rêverie. Anche l'acqua segue questo destino. Ogni acque che è originariamente chiara si oscurerà, assorbirà la sofferenza, di rendersi più pesante. L'acqua realizza per Poe l'ideale di una rêverie creatrice poiché immobilizzando il cielo l'acqua crea dentro di sé l'immagine del cielo e in questa immagine le stelle sono delle isole-stelle (Star-Isle). È un ciclo vitale. L'acqua tende a scurirsi assorbendo le ombre circostanti. Le ombre quando ancora dipendono dagli alberi sono qualcosa di vivo, in movimento ma quando toccano l'acqua non si muovono più, muoiono. L'acqua non è più sostanza da bere ma sostanza che beve. Quest'acqua così ricca di riflessi e ombre diviene un'acqua pesante. Un testo come “Le avventure di Arthur Gordon Pym di Nantucket” trabocca di riferimenti al mondo marino. L'acqua è per Poe il sangue della terra che coinvolge ogni elemento del paesaggio. L'acqua è il supporto materiale della morte.Infine ciò che si rappresenta come un segno di morte è il silenzio. Salvo i ruscelli che scorrono vicino alle sorgenti, i fiumi ben presto si ammutoliscono, si acquietano le voci ed ecco il silenzio; quando giunge la tristezza ecco che tutto si ferma, è una tristezza universale voluta dallo stesso universo che ferma ogni cosa.

### Il complesso di Caronte. Il complesso di Ofelia.
Nel capitolo successivo, Bachelard affronta il tema della morte, in relazione alla quale l'acqua può essere considerata sia come elemento accettato, costitutivo di quelle reverie che immaginano che le anime dei defunti compiano l'ultimo viaggio attraverso le acque dei fiumi infernali, sia come elemento desiderato se pensiamo all'acqua come mezzo per togliersi la vita.

### L'acqua composta
Nell'immaginazione materiale sono presenti quattro elementi che, pur considerati nella loro singolarità, spesso è interessante studiare il risultato delle loro combinazioni. L'acqua è l'elemento più adatto per mostrare l'idea di combinazione grazie alla sua capacità di assimilare molte sostanze e materie in natura tra loro opposte come sale e zucchero. Uno spirito prescientifico riesce a cogliere tutta l'emozione e la grandiosità di questi fenomeni di stratificazione degli elementi poiché non vi applica il concetto scientifico di densità.  Diventa il pretesto per un'immaginazione filosofica che va oltre l'esperienza. Si può qui dimostrare il lavoro di combinazione che l'immaginazione materiale mette in atto fra i quattro elementi fondamentali. Queste combinazioni uniscono sempre due elementi mai tre: l'acqua con il fuoco, l'acqua con la terra, l'acqua e l'aria.
La dualità della mescolanza è legata al connubio: le sostanze si fondono l'una nell'altra, si sessualizzano. L'essere contrarie per due sostanze vuol dire essere del sesso opposto. Le reazioni di alcool e fuoco prendono il nome di complesso di Hoffmann. L'unione acqua e fuoco dà vita ad una immagine materiale detta dell'umidità calda. Per quanto riguarda la combinazione acqua e notte, la notte non è un fenomeno naturale ma una sostanza materiale. Bachelard crea un neologismo e parla di stinfalizzazione con riferimento mitologico alla palude di Stinfalo popolata da animali mortiferi per descrivere uno stagno desolato nella notte. Le ombre che si poggiano sull'acqua sono più mobili che le acque posate sul terreno solido. Acqua e notte non sono sempre elementi spaventosi anzi vi sono momenti in cui questa unione procura dolcezza per le anime in pace con se stesse in cui notte e acqua hanno un profumo comune. Quando si mischiano acqua e terra, acqua e solido, l'impasto produce una mano dinamica, un organo energico. Lo scultore davanti al blocco di marmo scopre la forma attraverso la rimozione dell'informe. Il modellatore si avvicina più di altri al sogno ed ecco spiegato l'entusiasmo dei bambini verso l'azione di impastare.

### L'acqua materna e l'acqua femminile
Secondo Bachelard ogni manifestazione d'affetto contiene una componente d'amore per la madre, tanto che nella sua costellazione simbolica compaiono gli elementi liquidi, tra cui il mare, che in francese è appunto femminile e assonante con ‘madre’. Esaminando la questione da un punto di vista psicanalitico la rappresentazione dell'acqua può essere associata all'immagine del latte ed essere quindi individuata come rassicurante. Nella parte finale si trova un ulteriore richiamo all'immaginario femminile in quanto il sogno acquatico è ricondotto dall'autore alla categoria dei sogni cullali poiché al momento dell'immersione, la sensazione provata è proprio quella di riposare cullati, esattamente come nel grembo materno.

### Purezza e purificazione. La morale dell'acqua
L'immaginazione materiale trova nell'acqua la materia pura per eccellenza, tanto che in numerose leggende sono narrati i castighi che la potenza della natura infligge a chi viola la purezza dell'acqua, mentre l'acqua impura rappresenta per l'inconscio un ricettacolo del male, una sostanza infinita di malefici.
L'acqua pura è sostanza del bene e possiede una forza intima tale per cui può purificare nell'essenza l'individuo che si immerge con la certezza di rinascere rinnovato. Sono affrontate tematiche riguardanti l'acqua della Giovinezza a cui si legano i miti della nascita o il tema dell'acqua che è in grado di far vivere nella morte, come ha dimostrato Jung. Nella parte finale è fatto cenno al tema dell'acqua sotterranea, in grado di riunire ogni cosa e offrire, come afferma l'autore, un cielo sotterraneo.
Il pensiero di Bachelard riguardo l'elemento acquatico può essere riassunto in una frase presente nell'ultima parte del capitolo:
(Psicanalisi delle acque, Gaston Bachelard)

### Il primato dell'acqua dolce
L'acqua attraverso il processo della rêverie diventa eroina della dolcezza e della purezza.
L'acqua dolce è la vera acqua mitica perché necessaria all'uomo. A differenza dell'acqua di mare, l'acqua dolce rinfresca e disseta. Per questo l'acqua salata impedisce la rêverie della dolcezza.
Anche in rapporto con il nostro corpo l'acqua dolce lenisce le ferite, è legata a delicatezza(è presente nella cornea dell'occhio, nella membrana del naso) e dolcezza (l'acqua sostituisce il latte materno).

### L'acqua violenta
L'acqua violenta presenta un forte legame con il cosiddetto Complesso di Swinburne (poeta inglese di epoca vittoriana): la lotta contro i flutti del mare è una maniera per dimostrare la propria forza, il proprio coraggio, la propria volontà contro un avversario che è puro ambiente dinamico, non è un corpo che si vede. La lotta deve avvenire in solitudine, uno contro uno. Il salto nel mare fa rivivere più di qualsiasi altro avvenimento fisico il salto nell'ignoto. Per il poeta vedere l'acqua corrisponde ad essere nell'acqua, il richiamo dell'acqua esige un dono totale.
Anche in un bambino in riva al mare si può individuare un complesso di Swinburne larvato: il bambino calcola il suo ordine in modo da profferirlo nell'attimo in cui l'onda obbedirà, accorda la sua volontà di potenza a quella del mare, insegue l'onda che si ritira e fugge dal mare che ritorna, perciò assume una difesa sicura e un attacco sempre vittorioso.
Talvolta l'uomo sfoga la sua rabbia contro l'acqua: Serse, come racconta Erodoto, fece marchiare a fuoco e frustare le onde dell'Ellesponto che durante una tempesta gli avevano impedito il passaggio. Questa vendetta simbolica si identifica come il complesso di Serse.

### Conclusione. Le parole dell'acqua
Per concludere, l'acqua non influenza soltanto la psicologia dell'uomo ma anche il suo linguaggio: Swinburne predilige le consonanti liquide. Inoltre la vocale a ricorre nei termini aqua, apa(rumeno), wasser. La liquidità è il principio del linguaggio, il linguaggio vuole scorrere. Non si riesce a parlare con la gola secca. Se gli uccelli, secondo certi linguisti sognatori, sono stati i primi fonatori a ispirare gli uomini, a loro volta essi hanno imitato le voci della natura e soprattutto dell'acqua.

## Costanti
- Acqua materna
- Acqua dolce
- Acqua violenta
- Ciclo vitale dell'acqua
- Fluidità del linguaggio
- Freschezza
- Morte
- Nudità femminile
- Primavera
- Purezza
- Quattro elementi
- Specchio
- Suicidio
- Ultimo viaggio